# Wasserschloss Diersburg
Das Wasserschloss Diersburg, auch einfach Diersburg genannt, ist eine abgegangene Wasserburg in der Nähe des katholischen Pfarrhauses in Diersburg, einem heutigen Ortsteil der Gemeinde Hohberg im Ortenaukreis in Baden-Württemberg.
Die 1393 erwähnte Burg wurde von den Herren von Diersburg erbaut und nach 1488 zerstört. Von der nicht mehr lokalisierbaren Burganlage ist nichts erhalten.